# Pholcus lucifugus
Pholcus lucifugus is een spinnensoort uit de familie trilspinnen (Pholcidae). De soort komt voor in Oost-Afrika.